# Тулун
Тулу̀н (на руски: Тулун) е град в Иркутска област, Русия.
Намира се на река Ия, на 390 km на северозапад от Иркутск. Населението му през 2006 г. е 49 400 души.
Градът е основан през втората половина на 18 век. Център е на въгледобив и дърводобивна промишленост.